# 臺中市立光明國民中學
臺中市立光明國民中學（簡稱光明國中），是一所位於臺灣臺中市西區的市立國民中學。

## 校史
- 1968年8月1日創校，原設校規劃為實施國民中學九年一貫制之實驗學校，故選定毗鄰大同國小之原市立幼稚園舊址改設，面積僅4,231平方公尺（約1,280坪）興建校舍12間，初名「臺中市立第九國民中學」。[2]

- 1972年，全市國中均改名，本校因位於光明里（今屬利民里）而改名為「臺中市立光明國民中學」。
- 1985年起，為教育部理念延續國小各類科資優教育的一貫性，故創設「舞蹈資優實驗班」。[3]

- 1991年起，因應學生人數增加，校地面積不足，時任校長施耿村積極爭取遷校。新校址位於臺中監獄舊址之東南側，佔地27,525平方公尺（約8,326坪）。[4] 1996年，新校舍開工動土。
- 1997年6月新校舍竣工。7月，全校師生遷入新校舍。舊校舍歸還大同國小，目前已全數拆除。

## 歷任校長
1. 郭興唐：1968年8月－1980年7月
2. 蔡本全：1980年8月－1984年2月
3. 施耿邨：1984年3月－1997年7月
4. 柯明堂：1997年8月－2001年7月
5. 陳邦彥：2001年8月－2007年7月
6. 張玉台：2007年8月－2015年7月
7. 胡金枝：2015年8月－2023年7月
8. 林翠茹：2023年8月－至今

## 學區[1]
- 南區：長春里（全里）、長榮里（全里）、新榮里（全里）、江川里（第7、19─21鄰）
- 西區：三民里（第6－9、11、13、15、16鄰）、公民里（第9－13、18－30鄰）、利民里（第7鄰）、民生里（第17－25鄰）、平和里（第9、20－22鄰）、廣民里（全里）、藍興里（全里）、東昇里（全里）、公館里（12、13、23、31、32、34、36鄰）[a]。

## 組織

### 特殊班級
- 舞蹈班 （页面存档备份，存于）：1985年成立。
- 語文資優班
- 數理資優班
- 資優資源班

### 學生社團[]
- 國樂團 （页面存档备份，存于）：2002年成立。
- 管樂隊
- 籃球隊
- 女籃隊：2018年成立。[5]
- 田徑隊

## 校園環境
校地略呈梯形，正門位於南側自由路上，西側的公館路、北側的公館路46巷各有一後門，東側的貴和街無出入口。
同一街區內西南一角有土地公廟，名為光明福德祠。東側緊鄰臺中檢察署第三辦公大樓、司法第二新村。

### 建築
主校舍為5層樓，呈玉玦形環繞著中庭。大致上連成一體，但可略分為5區。
- A區：行政大樓，包含各處室、專科教師辦公室、視聽教室、國震圖書館、表演藝術教室、舞蹈班教室等，在2、3樓有聯通體育館。
- B、C、D區：教學組群，每個組群由四間對稱的普通班教室（9×7.5m）加上一間多功能教室（9×15m）、以ㄇ字形圍著一開放區域，C、D區中間還有各年級導師辦公室，不同組群間夾有休憩空間，地下室為腳踏車停車場。
- E區：專科教室群，包含音樂、美術、理化、生物、家政等專科教室，在2、4樓有天橋連通A區。

校園外庭、中庭、側庭均實施綠化，種植如金露花、矮仙丹、七里香、奧古斯汀等，間以高大喬木，如榕樹、槭樹、椰子樹、細葉欖仁、桃花心木等。每層樓走廊外側種植攀爬植物，如迎春花、鵝掌藤、垂葉武竹、馬拉巴利等。主校舍4、5樓還有部分設為空中花園，種植櫻花、紫薇、樹蘭、銀楓、竹柏等多種花草，提供學生休閒遊憩場所。
體育館為2層樓，位於主校舍東南側，1樓為挑高2層之禮堂，2樓為挑高3層之室內體育場，可供排球、羽球使用。地下室有停車場。

### 其他設施
- PU跑道（中央為天然草皮足球場）
- 籃球場3座
- 排球場1座

### 週邊
- 綠空鐵道軸線計畫
- 臺灣臺中地方法院
- 臺灣臺中地方檢察署
- 臺中刑務所建築群（典獄長官舍、演武場、浴場、官舍群）
- 臺中市立臺中女子高級中等學校
- 臺中市西區大同國民小學
- 國立公共資訊圖書館